# Захарно цвекло
Захарното цвекло (Beta vulgaris L.) е вид двусемеделно растение от семейство Щирови (Amaranthaceae). То е важна техническа култура, която се отглежда заради кореноплодите, в които се натрупват много захари, главно захароза. Захарното цвекло е основната култура за производство на захар в страните с умерен климат, така както захарната тръстика е основна за страните в тропическите райони на света. Около 40% от световното производство на захар се добива от кореноплодите на захарното цвекло.

## Физически характеристики
Коренова система
Съставена е от главен корен и многобройни странични разклонения. Расте много бързо – месец след поникването кореновата система достига до 2 – 2,5 метра дълбочина и 90 – 120 cm настрани.
Кореноплод
В него се различават чело (глава), шийка и същински корен. Челото е силно скъсено стъбло, от което излизат листата, а в основата им се образуват пъпки. Шийката представлява разпръснало се подсемеделно коляно, разположено между челото и същинският корен. По нея няма листа, пъпки и коренови разклонения. Същинският корен е по-долната част на кореноплода, под шийката. Представлява удебелена част от централния корен. Той се разполага изцяло в почвата. Формирането на кореноплода преминава през няколко етапа. Разпределението на захарите в кореноплода във вертикално и хоризонтално направление е неравномерно. В надлъжно направление най-много захари се съдържат в шийката и горната част на корена, а най-малко – в челото и същинския корен.
Листа
Те са големи, носени от дълга месеста дръжка. Събрани са в листна розетка и са разположени в горния край на кореноплода. Образуват се през целия вегетационен период и са 50 – 60 на брой. Листа се образуват и през втората година от развитието на цвеклото и са разположени последователно по стъблото.
Стъбло
То се образува през втората година от развитието на цвеклото. Достига височина 1 – 1,5 cm и е в различна степен разклонено. То е ръбесто, отначало тревистозелено, а по-късно се вдървенява и става кафяво. Понякога стъблата се образуват още първата година от развитието на цвеклото.
Цветове
Те са двуполови и събрани на групи от 1 – 7 в пазвите на прицветниците. Разположени са на разклоненията по стъблото. Около плодника са разположени жлези, които по време на цъфтежа отделят нектар с характерна за цвеклото миризма. Цвеклото е кръстосаноопрашващо се растение. Пренасянето на прашеца става по вятъра и насекомите.
Плод
Представлява съплодие (преход между орех и кутийка) и се състои от семе и твърда обвивка, образувана от обвивката на плодника и разрасналия се околоцветник.
Семе
То е дребно. По форма е бъбрековидно, лъскаво, с кафявочервена окраска. Състои се от зародиш, перисперм и обвивка. При правилно съхранение семената запазват кълняемостта си за дълъг период от време (над 10 години).

## Отглеждане
Захарозата има изключително значение в живота на човека заради високата енергийна стойност, лесната ѝ смилаемост и високите вкусови качества. Годишната консумация на захароза в България е над 40 kg на глава от населението и нараства заедно с обогатяването на асортимента от захарни изделия. Важно значение за нарастването на консумацията на обикновена захар има и ниската себестойност и цена в световен мащаб.
На практика цялото растение цвекло се използва. Листата и „челата“ имат висока хранителна стойност за животните, а след извличането на захарта в захарните заводи се получават други фуражни продукти:
- резанки – остатъка от кореноплодите
- меласа – остатъчен продукт, който съдържа некристализирали захари, протеин, безазотни екстрактни вещества и пепел.

В България на всеки тон кореноплоди се падат 500 kg листа, 600 kg резанки и 50 kg меласа, което като фуражна стойност се равнява на 150 kg царевично или ечемичено зърно.
Първата захарна фабрика в света за преработка на захарно цвекло е открита през 1802 г. в Силезия, Полша, а в България през 1898 г. в София (вижте Български захарни фабрики и рафинерии).
В света се засяват около 82 млн. декара със захарно цвекло, от които се произвеждат около 240 млн. тона кореноплоди. Най-големи производители са европейските страни от бившия СССР (Русия, Украйна, Беларус, Молдова), Германия, Франция и Полша. Най-високи са добивите в Централна и Западна Европа 4500 – 5000 kg от декар. В България площите на културата нараснаха до 600 хил. декара в началото на 80-те години на 20 век. През 90-те години се оказа, че националното производство е нерентабилно заради ниските добиви и беше заместено с внос на нерафинирана и рафинирана захар. Към настоящия момент захарно цвекло се засява инцидентно.